# Donje Vratno (Petrijanec)
Donje Vratno falu Horvátországban, Varasd megyében. Közigazgatásilag Petrijanechez tartozik.

## Fekvése
Varasdtól 14 km-re, községközpontjától Petrijanectől 6 km-re északnyugatra a Dráva jobb partján fekszik.

## Története
A Strmec Podravski nyugati szomszédságában álló roma telep a község legnyugatibb települése. Eredetileg része volt annak a nagy roma településnek, melyet a jugoszláv időkben a helyiek gyakran csak "Új Belgrádként" emlegettek és ma a nagyobbik része Vinica község területére esik. Ez Horvátország egyik legnagyobb roma települése. Az itteni élet nem könnyű, mivel a mai napig sincs kiépített vízvezeték hálózat. A lakosság főként fémhulladék gyűjtésével foglalkozik és még többféle módon próbál megélni. Az itteni lakosság és a környező települések közötti nagy szociális különbségek gyakran vezetnek konfliktusokhoz a horvát és roma népcsoportok között.
2001-ben a telepnek 65 háza és 379 lakosa volt.

## Külső hivatkozások
- Petrijanec község hivatalos oldala
- Strmec Podravski weboldala